# 24 časa
24 časa (24 часа) è un film del 2000 diretto da Aleksandr Atanesjan.

## Trama
Il killer Felix ha disobbedito all'avvertimento e ha eseguito un ordine dal sindacato dei sicari. Comincia a capire che non sarà perdonato. Ha 24 ore per raggiungere l'isola calda, dove lo aspettano la sua amata donna e i soldi per il lavoro.